# Asia (Britse band)
Asia is een Britse rockband die werd opgericht in 1981. De band gold in de eerste jaren van zijn bestaan als een supergroep en bestond toen uit voormalige leden van vooraanstaande progressieve rockbands als Emerson, Lake & Palmer, King Crimson en Yes.

## Jaren tachtig
Asia werd opgericht door zanger/bassist John Wetton (onder andere ex-King Crimson), toetsenist Rick Wakeman (ex-Yes), drummer Carl Palmer (ex-Emerson, Lake & Palmer) en de toen nog vrij onbekende gitarist Trevor Rabin. Wakeman en Rabin verlieten de band echter al snel en werden vervangen door gitarist Steve Howe en toetsenist Geoff Downes (beiden ex-Yes). In deze bezetting tekende de band een contract met platenbaas David Geffen.
Het eerste album Asia stond 9 weken nummer 1 in de Amerikaanse albumlijst. De eerste single "Heat of the Moment" werd ook in Nederland een top 40 hit. Opvolgers "Only Time Will Tell" en "Sole Survivor" haalden de Nederlandse hitparade niet. Muzikaal stond de band dichter bij AOR-acts als Boston en Foreigner dan bij de progressieve rock van de eerdere bands van de bandleden. Het tweede album Alpha was minder succesvol maar bevatte de singles "Don't Cry" en "The Smile Has Left Your Eyes". In 1983 moest Wetton de band tijdelijk verlaten na het mager succes van het album en werd vervangen door ELP frontman Greg Lake voor het Asia in Asia concert in Japan. Wetton keerde in 1985 terug en Steve Howe werd vervangen door Krokus gitarist Mandy Meyer. Het derde Asia album, Astra, was geen commercieel succes en Meyer verliet de groep. Asia nam in 1989 onder andere met Totogitarist Steve Lukather Then & now op, voor de helft een best of-cd en voor de andere helft bestaat het album uit nieuwe nummers van Wetton, Downes en Palmer met steeds andere gitaristen. Na dit album kwam een voorlopig einde aan de samenwerking tussen Downes en Wetton.

## Jaren negentig en 2000
Vele musici maakten deel uit van Asia gedurende de jaren negentig, toen de band bestond uit Geoff Downes en John Payne plus een veranderende set van gastmusici, waaronder gitarist Scott Gorham van Thin Lizzy.
In 1999 traden drummer Chris Slade (onder andere ex-AC/DC) en gitarist Guthrie Govan toe tot de band. Beiden waren ook onder de gastmusici van het album Aura. In deze bezetting zou Asia bijna 6 jaar bestaan, maar na een Europese en Amerikaanse tournee in 2005 verliet Slade de band. Hij werd vervangen door Jay Schellen. Schellen had ook meegewerkt aan het album Aura, maar op het album zelf is hij niet te horen.
Ook in 2005 bracht Downes samen met voormalig bandlid Wetton een cd uit met onder andere archiefmateriaal van Asia onder de naam Wetton/Downes. Hierna brachten zij ook nog gezamenlijk een nieuw album uit, Icon.
Op 5 januari 2006 kwamen de originele leden van Asia bijeen om de mogelijkheid van een reünie te bespreken. Dit werd door enkele leden op hun website geplaatst, maar Carl Palmer ontkende het juist. Op 24 februari 2006 gingen Payne en Downes uit elkaar. Payne formeerde een nieuwe band met Govan en Schellen, GPS. Tevens toert hij sindsdien onder de naam Asia featuring John Payne.

## Reünie in oorspronkelijke bezetting
In mei 2006 verklaarde Palmer dat Asia in de originele bezetting weer zou gaan toeren in de Verenigde Staten, waar zij hun grootste successen hadden gehad. Naast het gehele debuutalbum werden nummers uit de afzonderlijke carrières van de leden gespeeld. John Wetton verklaarde in augustus 2006 dat de mogelijkheid van een nieuw album en tournee door Japan in 2007 zeker mogelijk was. Fantasia Live in Tokyo is de dubbel-cd van die tournee. In 2008 verscheen een studioalbum in de originele bezetting met de toepasselijke titel Phoenix. In 2010 verscheen het door Mike Paxman (ex-Judie Tzuke) geproduceerde Omega. Nederland wordt vanaf 2008 vier keer aangedaan in respectievelijk Tilburg, Zoetermeer, Uden en Den Haag. Wetton en Downes brengen in diezelfde periode ook nog twee vervolgalbums uit onder de naam ICON 2 en ICON 3. Twee jaar na Omega wordt het dertigjarige bestaan van de groep gevierd met een album getiteld XXX. Muzikaal is het album beter te vergelijken met de drie ICON-projecten.

## Discografie

### Albums
- Asia (1982)
- Alpha (1983)
- Astra (1985)
- Then & now (1990) (verzamelalbum)
- Aqua (1992)
- Aria (1994)
- Arena (1996)
- Archiva 1 (1996) (verzamelalbum)
- Archiva 2 (1996) (verzamelalbum)
- Rare (1999)
- Aura (2001)
- Silent Nation (2004)
- Fantasia Live in Tokyo (2007) (live)
- Phoenix (2008)
- Omega (2010)
- Spirits in the night (2010) (live)
- Asia at High Voltage 2010 (2010) (live)
- The Omega Tour Live (2011) (live)
- XXX (2012)
- Resonance (2012) (live)
- Gravitas (2014)

| Album met eventuele hitnotering(en) in de Nederlandse Album Top 100 | Datum van verschijnen | Datum van binnenkomst | Hoogste positie | Aantal weken | Opmerkingen |
| ------------------------------------------------------------------- | --------------------- | --------------------- | --------------- | ------------ | ----------- |
| Asia                                                                | 08-03-1982            | 10-04-1982            | 10              | 16           |             |
| Alpha                                                               | 26-07-1983            | 20-08-1983            | 9               | 7            |             |

### Singles
| Single met eventuele hitnotering(en) in de Nederlandse Top 40 | Datum van verschijnen | Datum van binnenkomst | Hoogste positie | Aantal weken | Opmerkingen                 |
| ------------------------------------------------------------- | --------------------- | --------------------- | --------------- | ------------ | --------------------------- |
| Heat of the Moment                                            | 1982                  | 05-06-1982            | 34              | 3            | Nr. 33 in de Single Top 100 |
| Sole Survivor                                                 | 1982                  | -                     | -               | -            |                             |
| Only Time Will Tell                                           | 1982                  | -                     | -               | -            |                             |
| Don't Cry                                                     | 1983                  | -                     | -               | -            |                             |
| The Smile Has Left Your Eyes                                  | 1983                  | -                     | -               | -            |                             |
| Go                                                            | 1985                  | -                     | -               | -            |                             |
| Wishing                                                       | 1985                  | -                     | -               | -            |                             |
| Too Late                                                      | 1985                  | -                     | -               | -            |                             |
| Days Like These                                               | 1990                  | -                     | -               | -            |                             |
| Who Will Stop the Rain?                                       | 1992                  | -                     | -               | -            |                             |
| Little Rich Boy                                               | 1993                  | -                     | -               | -            |                             |
| Anytime                                                       | 1994                  | -                     | -               | -            |                             |
| Long Way from Home                                            | 2005                  | -                     | -               | -            |                             |

### Dvd's
| Dvd's met hitnoteringen in de Nederlandse DVD Music Top 30 | Datum van verschijnen | Datum van binnenkomst | Hoogste positie | Aantal weken | Opmerkingen |
| ---------------------------------------------------------- | --------------------- | --------------------- | --------------- | ------------ | ----------- |
| Axis xxx Live San Francisco MMXII                          | 2015                  | 27-06-2015            | 19              | 1            |             |
| Symfonia – Live in Bulgaria 2013                           | 2017                  | 04-03-2017            | 9               | 2            |             |